# Tristane Banon

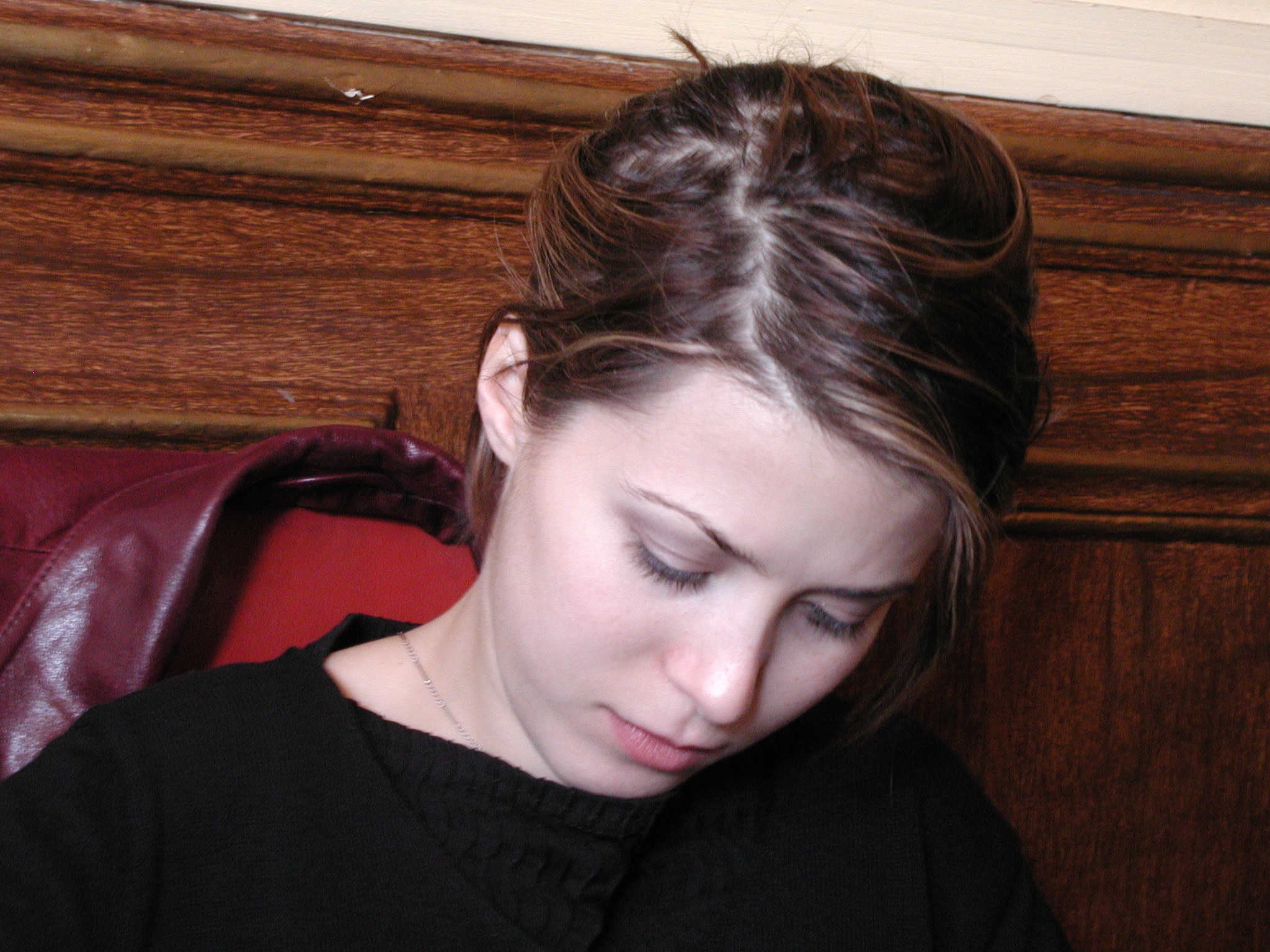
Tristane Banon (2002)

Tristane Banon (* 13. Juni 1979 in Neuilly-sur-Seine) ist eine französische Autorin und Journalistin.

## Leben
Tristane Banon ist die Tochter von Generalratsmitglied Anne Mansouret und Gabriel Banon, ehemals Berater von Georges Pompidou und Jassir Arafat. Sie ist eine Patentochter von Brigitte Guillemette, der zweiten Ehefrau von Dominique Strauss-Kahn.
Tristane Banon machte ihren Abschluss an der Grande école École supérieure de journalisme de Paris  und arbeitete danach unter anderem für die Illustrierte Paris Match und für die Tageszeitung Le Figaro. Sie veröffentlichte mehrere Bücher, ihr erstes, Erreurs avouées… (au masculin), beschäftigt sich mit den Verfehlungen von Politikern. Neben diesem Essay veröffentlichte sie unter anderem ein Sachbuch zum Tod von Marie Trintignant und zwei Prosa-Bände.

## Vorwürfe gegen Dominique Strauss-Kahn
Im Mai 2011 gab Banon bekannt, Strafanzeige gegen Dominique Strauss-Kahn wegen versuchter Vergewaltigung einzureichen. Diesen Vorwurf hatte sie bereits im Februar 2007 während einer Fernsehsendung erhoben, in der sie die Vorkommnisse aus dem Jahre 2003 schilderte. Zwar wurde der Name Strauss-Kahns bei der Ausstrahlung durch einen Piepton ersetzt, dennoch wurde in der Folge sein Name bekannt. Über diesen Vorfall nahm Strauss-Kahn in der Biografie Le roman vrai de Dominique Strauss-Kahn („Die wahre Geschichte des Dominique Strauss-Kahn“) von Michel Taubmann Stellung. Nach Eingang der Anzeige leitete die Staatsanwaltschaft in Paris am 8. Juli 2011 Vorermittlungen gegen Strauss-Kahn ein. Strauss-Kahn wies die Anschuldigungen zurück und zeigte Banon wegen falscher Anschuldigung an. Am 13. Oktober 2011 wurden die Vorermittlungen eingestellt. Laut Staatsanwaltschaft habe es keine versuchte Vergewaltigung, sondern lediglich einen „sexuellen Übergriff“ gegeben, der aber bereits verjährt sei. Gleichentags erschien ihr neustes Buch Le bal des hypocrites (Tanzball der Heuchler), worin sie ihre Sicht des Vorfalls beschreibt. Einige Tage später gab Banon bekannt, kein Zivilverfahren gegen Strauss-Kahn anstrengen zu wollen.

## Veröffentlichungen
- Noir délire („Schwarzes Delirium“, en: „Black Delirium“), Novelle. Éditions Groupe Flammarion, Paris, 2003
- Erreurs avouées (au masculin) („Eingestandene Irrtümer – von Männern“), Essay. Éditions Anne Carrière, Paris, 2003
- J'ai oublié de la tuer („Ich habe vergessen, sie zu töten“), Roman. Éditions Anne Carrière, Paris, 2004
- Trapéziste („Trapezkünstlerin“), Roman. Éditions Anne Carrière, Paris, 2006
- Daddy Frénésie („Papa-Obsession“), Roman. Éditions Plon, Paris, 2008
- Le bal des hypocrites („Tanzball der Heuchler“), Novelle. Au Diable Vauvert, Vauvert (Gard), 2011.